# زمین‌لرزه مه ۱۹۷۰ پرو
زمین‌لرزه پرو  در تاریخ ۳۱ مه ۱۹۷۰ میلادی، برابر با ‎۱۰ خرداد ۱۳۴۹، ساعت ۲۰:۲۳:۳۲ به زمان یوتی‌سی در پرو رخ داد. ژرفای این زلزله ۷۳٫۲ کیلومتر بود. بزرگی آن ۷٫۵ در مقیاس mB اعلام شده‌است. زمین‌لرزه به وقت محلی در روز یکشنبه، ساعت ۱۵ روی داده و منطقه زمانی آن یوتی‌سی -۵ بوده‌است .
سازمان زمین‌شناسی آمریکا نیز جای این زمین‌لرزه را در مختصات ۹°۱۲′جنوبی ۷۸°۴۸′غربی / ۹٫۲°جنوبی ۷۸٫۸°غربی و بزرگی آنرا برابر با ۷٫۹ در مقیاس ریشتر اعلام کرده‌است. ژرفای گزارش شده از سوی این سازمان ۴۳ کیلومتر می‌باشد.
شمار کشتگان زلزله حدود ۴۲۵۰۰ نفر بوده‌است.تعداد زخمیان ۵۰۰۰۰ نفر برآورده شده‌است.بی‌خانمان شدگان نیز ۸۰۰۰۰۰ نفر اعلام شده‌است.